# مطار سارة
مطار سارة هو مطار داخلي يخدم مدينة سارة ثالث أكبر مدينة في تشاد.

## شركات الطيران
| شركات الطيران          | الوجهات        |
| ---------------------- | -------------- |
| الخطوط الجوية التشادية | انجمينا، موندو |